# Vill ha dej
"Vill ha dej" (alternativ stavning: "Vill ha dig") är en sång skriven av Tommy Ekman, Joakim Hagleitner, Christer Sandelin och Anders Uddberg. Sångtexten handlar om kärlek, men innehåller även referenser till skolan och skolklasser.
Den släpptes ursprungligen på EP 1981 av den svenska popgruppen Freestyle, och var singeletta i Sverige, och singeltvåa i Norge. Sida B på grammofonskivan innehöll engelskspråkiga textversioner av de sånger som på A-sidan framförs på svenska. Singeln såldes i över 300 000 exemplar.
Den engelskspråkiga versionen finns med två olika texter, där texten i musikvideon skiljer sig gentemot texten på singeln.   
Melodin testades på Svensktoppen, där den sammanlagt låg i sex veckor under perioden 13 september-29 november 1981, med två förstaplatser de inledande veckorna som bästa placering.
En musikvideo gjordes med en engelsk text, där bandet befinner sig i ett klassrum under en lektion och spelar elever som sjunger istället för att delta i undervisingen.

## Låtlista

### Sida A
1. "Vill ha dej" - 3:40
2. "Kom till mej" - 3:28

### Sida B
1. "I Want You" ("Vill ha dej") - 3:30
2. "Isn't That Fine" ("Kom till mej") - 3:55

## Coverversioner
- 1998 spelade svenska Drömhus in en coverversion av "Vill ha dej" (då stavat "Vill ha dig"[4]). Även denna version var singeletta i Sverige. Den testades på Svensktoppen den 6 juni 1998, men tog sig aldrig in på listan.[5] Däremot lyckades den toppa Trackslistan i maj 1998.[6] Drömhus spelade även in en engelsk version som heter "I Need you". Texten är annorlunda än de två engelska texter som spelades in av Freestyle.
- 2004 framfördes Vill ha dej av Lorén Talhaoui i TV-programmet Idol. En inspelad version finns på samlingen Det bästa från Idol 2004.
- Det humoristiska radioprogrammet Rally gjorde en egen text till melodin; "Vill ha dig på muggen hos mig".[7]

## Listplaceringar

### Freestyle
| Lista   | Position |
| ------- | -------- |
| Norge   | 2        |
| Sverige | 1        |

### Drömhus
| Lista   | Position |
| ------- | -------- |
| Finland | 3        |
| Norge   | 1        |
| Sverige | 1        |
| Danmark | 1        |

### Fotnoter
1. ↑  " Freestyle* – Vill Ha Dej". discogs.com. Läst 25 augusti 2016.
2. ↑  Gradvall et al 2009, nr. 574
3. ↑  Svensktoppen - 1981
4. ↑  ”Drömhus - Vill Ha Dig” (på engelska). Discogs. https://www.discogs.com/Dr%C3%B6mhus-Vill-Ha-Dig/release/101064. Läst 26 juni 2019.
5. ↑  Svensktoppen - 6 juni 1998
6. ↑  Tracks - 16 maj 1998
7. ↑  Rally - Vill ha dig på muggen hos mig (Vill ha dej) Arkiverad 4 december 2008 hämtat från the Wayback Machine.
8. ↑  Placeringar på den norska singellistan
9. ↑  Placeringar på den svenska singellistan
10. ↑  Placeringar på den finländska singellistan
11. ↑  Placeringar på den norska singellistan
12. ↑  Placeringar på den svenska singellistan
13. ↑  ”danskehitlister.dk”. danskehitlister.dk. http://danskehitlister.dk/?song_id=3569. Läst 25 januari 2017.